# کاکتوس وینکلر
کاکتوس وینکلر (نام علمی: Pediocactus winkleri) نام یک گونه از سرده کاکتوس‌های دشتی است.